# Musaymir
Musaymir és una ciutat del Iemen a la governació de Lahej, antiga capital del sultanat hawshabi de Musaymir, a uns 90 km al nord d'Aden i uns 80 km al sud de Taizz.
La ciutat es troba a la riba dreta del wadi Tuban i té importància estratègica perquè domina la via entre Aden i Taizz i perquè controla el wadi, que és el principal origen del subministrament d'aigua a la ciutat de Lahej. La ciutat només té un edifici remarcable: el palau del sultà, construït en grans pedres. Està poblada pels hawashib que vers el 1963 eren uns deu mil dels que la meitat vivia a la ciutat o a la rodalia. Avui dia la població està barrejada amb membres de diverses tribus.